# Női 200 méteres gyorsúszás a 2011-es úszó-világbajnokságon
A női 200 méteres gyorsúszás selejtezőit és elődöntőit július 26-án rendezték míg a döntőt 27-én a 2011-es úszó-világbajnokságon keretin belül.

## Rekordok
|                               | Név                 | Nemzetiség | Idő     | Helyszín | Dátum            |
| ----------------------------- | ------------------- | ---------- | ------- | -------- | ---------------- |
| Világcsúcs Világbajnoki csúcs | Federica Pellegrini | ITA        | 1:52.98 | Róma     | 2009. július 29. |

## Érmesek
| Arany                             | Ezüst                     | Bronz                          |
| Olaszország · Federica Pellegrini | Ausztrália · Kylie Palmer | Franciaország · Camille Muffat |

## Eredmény

### Selejtezők
| Helyezés | Selejtezők | Pálya | Név                  | Nemzetiség | Idő     | Megj.   |
| -------- | ---------- | ----- | -------------------- | ---------- | ------- | ------- |
| 1        | 6          | 5     | Allison Schmitt      | USA        | 1:56.66 | Q       |
| 2        | 7          | 4     | Federica Pellegrini  | ITA        | 1:56.87 | Q       |
| 3        | 5          | 4     | Bronte Barratt       | AUS        | 1:57.37 | Q       |
| 4        | 5          | 6     | Mutina Ágnes         | HUN        | 1:57.40 | Q       |
| 5        | 6          | 4     | Kylie Palmer         | AUS        | 1:57.42 | Q       |
| 6        | 5          | 5     | Femke Heemskerk      | NED        | 1:57.43 | Q       |
| 7        | 7          | 6     | Silke Lippok         | GER        | 1:57.53 | Q       |
| 8        | 6          | 1     | Lauren Boyle         | NZL        | 1:57.72 | Q       |
| 9        | 7          | 5     | Camille Muffat       | FRA        | 1.57.99 | Q       |
| 10       | 4          | 4     | Sara Isakovič        | SVN        | 1:58.01 | Q       |
| 11       | 7          | 8     | Melania Costa Schmid | ESP        | 1:58.04 | Q       |
| 12       | 6          | 3     | Sarah Sjöström       | SWE        | 1:58.26 | Q       |
| 12       | 6          | 8     | Barbara Jardin       | CAN        | 1:58.26 | Q       |
| 14       | 7          | 7     | Verrasztó Evelyn     | HUN        | 1:58.27 | Q       |
| 15       | 6          | 6     | Tang Yi              | CHN        | 1:58.30 | Q       |
| 16       | 6          | 2     | Haruka Ueda          | JPN        | 1:58.74 | swimoff |
| 16       | 7          | 1     | Hanae Ito            | JPN        | 1:58.74 | swimoff |
| 18       | 5          | 1     | Samantha Cheverton   | CAN        | 1:58.83 |         |
| 19       | 5          | 3     | Veronyika Popova     | RUS        | 1:58.89 |         |
| 20       | 7          | 2     | Morgan Scroggy       | USA        | 1:59.22 |         |
| 21       | 7          | 3     | Zhu Qianwei          | CHN        | 1:59.22 |         |
| 22       | 5          | 8     | Nina Rangelova       | BUL        | 1:59.30 |         |
| 23       | 5          | 7     | Joanne Jackson       | GBR        | 1:59.36 |         |
| 24       | 5          | 2     | Rebecca Adlington    | GBR        | 1:59.40 |         |
| 25       | 4          | 1     | Karin Prinsloo       | RSA        | 1:59.52 |         |
| 26       | 4          | 2     | Pernille Blume       | DEN        | 1:59.96 |         |
| 27       | 6          | 7     | Gabriella Fagundez   | SWE        | 2:00.05 |         |
| 28       | 4          | 3     | Sze Hang Yu          | HKG        | 2:00.52 |         |
| 29       | 4          | 5     | Cecilie Johannessen  | NOR        | 2:00.56 |         |
| 30       | 3          | 3     | Joerdis Steinegger   | AUT        | 2:01.06 |         |
| 31       | 3          | 5     | Melanie Nocher       | IRL        | 2:01.33 |         |
| 32       | 4          | 6     | Darina Zevina        | UKR        | 2:01.50 |         |
| 33       | 4          | 7     | Anna Stylianou       | CYP        | 2:01.62 |         |
| 34       | 3          | 4     | Liliana Ibanez       | MEX        | 2:01.70 |         |
| 35       | 4          | 8     | Katarina Filova      | SVK        | 2:01.96 |         |
| 36       | 3          | 8     | Katarina Listopadova | SVK        | 2:02.15 |         |
| 37       | 3          | 7     | Ranohon Amanova      | UZB        | 2:02.89 |         |
| 38       | 3          | 2     | Kim Jungh-Hye        | KOR        | 2:03.13 |         |
| 39       | 3          | 1     | Natthanan Junkrajang | THA        | 2:03.68 |         |
| 40       | 2          | 4     | Andrea Cedron        | PER        | 2:08.10 |         |
| 41       | 2          | 1     | Bayan Jumah          | SYR        | 2:09.08 |         |
| 42       | 2          | 2     | Branka Vranjes       | BIH        | 2:09.64 |         |
| 43       | 2          | 3     | Heather Arseth       | MUS        | 2:10.93 |         |
| 44       | 2          | 7     | Olivia de Maroussem  | MUS        | 2:12.28 |         |
| 45       | 2          | 6     | Ma Cheok Mei         | MAC        | 2:12.39 |         |
| 46       | 2          | 8     | Britany van Lange    | GUY        | 2:16.40 |         |
| 47       | 1          | 3     | Victoria Chentsova   | MNP        | 2:27.86 |         |
| 48       | 1          | 5     | Aure Fanchette       | SEY        | 2:31.88 |         |
| 49       | 1          | 6     | Jennet Saryyeva      | TKM        | 2:41.27 |         |
| –        | 1          | 4     | Gouri Kotecha        | TAN        |         | DNS     |
| –        | 2          | 5     | Victoria Ho          | JAM        |         | DNS     |
| –        | 3          | 6     | Andreina Pinto       | VEN        |         | DNS     |

### Swimoff
Két úszónak azonos ideje lett a 16. helyért, ezért swimoffot rendeztek kettejük között.
| Helyezés | Pálya | Név         | Nemzetiség | Idő     | Megj. |
| -------- | ----- | ----------- | ---------- | ------- | ----- |
| 1        | 4     | Haruka Ueda | JPN        | 1:58.19 | Q     |
| 2        | 5     | Hanae Ito   | JPN        | 1:58.55 |       |

### Elődöntők

#### Első elődöntő
| Helyezés | Pálya | Név                 | Nemzetiség | Idő     | Megj. |
| -------- | ----- | ------------------- | ---------- | ------- | ----- |
| 1        | 3     | Femke Heemskerk     | NED        | 1:55.54 | Q     |
| 2        | 4     | Federica Pellegrini | ITA        | 1:56.42 | Q     |
| 3        | 7     | Sarah Sjöström      | SWE        | 1:56.71 | Q     |
| 4        | 5     | Mutina Ágnes        | HUN        | 1:57.53 |       |
| 5        | 6     | Lauren Boyle        | NZL        | 1:58.09 |       |
| 6        | 8     | Haruka Ueda         | JPN        | 1:58.28 |       |
| 7        | 2     | Sara Isakovič       | SLO        | 1:58.52 |       |
| 8        | 1     | Verrasztó Evelyn    | HUN        | 1:59.71 |       |

#### Második elődöntő
| Helyezés | Pálya | Név                  | Nemzetiség | Idő     | Megj. |
| -------- | ----- | -------------------- | ---------- | ------- | ----- |
| 1        | 3     | Kylie Palmer         | AUS        | 1:56.59 | Q     |
| 2        | 2     | Camille Muffat       | FRA        | 1:56.62 | Q     |
| 3        | 5     | Bronte Barratt       | AUS        | 1:56.90 | Q     |
| 4        | 6     | Silke Lippok         | GER        | 1:57.02 | Q     |
| 5        | 4     | Allison Schmitt      | USA        | 1:57.07 | Q     |
| 6        | 7     | Melania Costa Schmid | ESP        | 1:57.83 | NR    |
| 7        | 8     | Tang Yi              | CHN        | 1:57.91 |       |
| 8        | 1     | Barbara Jardin       | CAN        | 1:58.18 |       |

### Döntő
| Helyezés  | Pálya | Név                 | Nemzetiség | Idő     | Megj. |
| --------- | ----- | ------------------- | ---------- | ------- | ----- |
| Aranyérem | 5     | Federica Pellegrini | ITA        | 1:55.58 |       |
| Ezüstérem | 3     | Kylie Palmer        | AUS        | 1:56.04 |       |
| Bronzérem | 6     | Camille Muffat      | FRA        | 1:56.10 |       |
| 4         | 2     | Sarah Sjöström      | SWE        | 1:56.41 |       |
| 5         | 7     | Bronte Barratt      | AUS        | 1:56.60 |       |
| 6         | 8     | Allison Schmitt     | USA        | 1:56.98 |       |
| 7         | 4     | Femke Heemskerk     | NED        | 1:57.63 |       |
| 8         | 1     | Silke Lippok        | GER        | 1:58.26 |       |